# Ífit (fill d'Èurit)

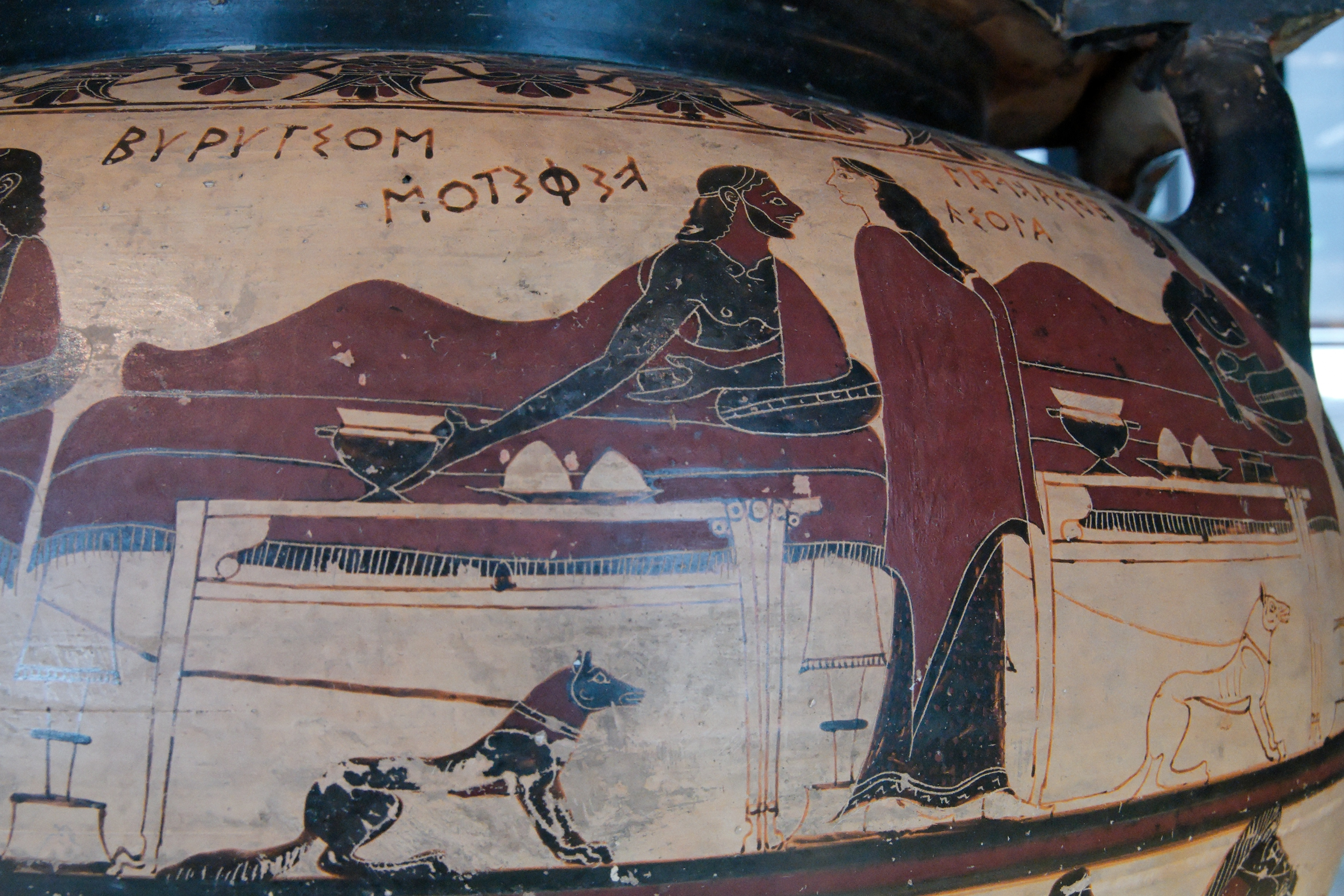
Ífit i Íole. Museu del Louvre E635 n3

D'acord amb la mitologia grega, Ífit (en grec antic Ἴφιτος, Ífitos), fou un heroi, fill d'Èurit, rei d'Ecàlia, i d'Antioquea.
Va participar en l'expedició dels argonautes amb el seu germà Clici. Com a fill d'Èurit, va ser un arquer cèlebre. Després de mort el seu pare, segons s'explica a l'Odissea, va heretar l'arc diví que aquell tenia, un regal d'Apol·lo, i el va regalar a Odisseu. Va ser un intercanvi seguint el costum de l'hospitalitat, i que els dos herois es van fer a Messene, quan es van trobar a casa d'Orsíloc. Odisseu va donar a Ífit una espasa i una llança. Va ser amb aquest arc que Odisseu va matar els pretendents de Penèlope quan va tornar de Troia.
Hi ha diverses versions de la llegenda. En una, Hèracles va matar Èurit i els seus quatre fills, entre ells Ífit, a Ecàlia, quan participà en el concurs de tir amb arc per a aconseguir la mà de la filla d'Èurit, Íole. Però també s'explica que Ífit va ser l'únic que va fer costat a Hèracles, i va estar d'acord en donar-li la mà d'Íole quan va guanyar el concurs, i hauria marxat de la ciutat salvant-se de la ira de l'heroi. Quan Odisseu el trobà a Messene, Ífit estava buscant les vaques (o potser les eugues) que Hèracles havia robat, o potser les havia robat Autòlic, per donar-les després a Hèracles. Quan Ífit demanà els animals, Hèracles s'hi va negar i el va matar. Una altra versió explica que Hèracles només era sospitós del robatori i que Ífit li va demanar que l'ajudés a recuperar les bèsties. Hèracles s'hi comprometé, però, com ja havia passat una altra vegada, es va tornar boig i llançà el noi des de dalt de la muralla de Tirint. Hèracles, per expiar aquesta mort, va ser venut com a esclau a Òmfale.